# バリシャキNOW
バリシャキNOW（バリシャキナウ）は、2004年9月27日から2024年3月28日まで中国放送（RCCラジオ）で放送されたラジオ番組。前身は2003年10月 - 2004年3月に放送された「活力増進アワー バリッとシャキッともう一丁!」。

## 概要
その日のニュースやスポーツ・エンターテイメント情報などを放送するほか、リスナーから日毎のテーマに対する意見や感想を募って紹介する。2010年4月からは平日の昼帯番組となり、2016年3月28日からは月曜 - 木曜の放送になる。
2024年3月4日の放送で、3月28日の放送を以て放送終了する事を発表した。

## 放送日時
2010年3月以前は夕刻の遅い時間帯を中心に放送していた。プロ野球シーズン中は広島東洋カープの試合を実況中継するため、月曜日のみ放送。シーズン外は月～金曜日を放送していた。
- 2012年4月 - 2016年3月
  - 月曜 - 木曜　15:00 - 17:00（JST）
  - 金曜　15:00 - 16:50
- 2010年4月 - 2012年3月
  - 月曜 - 木曜 14:00 - 17:00
  - 金曜　14:00 - 16:50
- 2009年10月 - 2010年3月
  - 月曜 15:00 - 18:55
  - 火曜 - 金曜 17:47 - 19:00
- 2009年4月 - 2009年9月
  - 月曜 15:00 - 18:55
- 2008年10月 - 2009年3月
  - 月曜 15:00 - 19:00
  - 火曜 - 金曜 17:47 - 19:00
- 2008年4月 - 2008年9月
  - 月曜 15:00 - 19:00
- 2007年10月 - 2008年3月
  - 月曜 15:00 - 18:45
  - 火曜 - 金曜 17:57 - 19:00
- 2007年4月 - 2007年9月
  - 月曜 14:50 - 18:45
- 2006年10月 - 2007年3月
  - 月曜 - 木曜 17:50 - 19:00
- 2006年4月 - 2006年9月
  - 月曜 17:52 - 19:25
- 2004年10月 - 2006年3月
  - 月曜 17:57 - 19:40
- 2016年3月 - 2024年3月
  - 月曜 - 木曜 15:00 - 17:00

## 出演者
- 道盛浩 - RCCアナウンサー
- 藤田弘之 - フリータレント

### パーソナリティ・アシスタントの変遷
番組の冠について
- 当初のタイトルは全曜日「道盛浩のバリシャキNOW」で道盛が全曜日通してメインパーソナリティとしてきたが（2004年は除く）、昼帯の通年放送となった2010年4月より月～木曜日の出演に縮小。金曜日は月曜コーナーレギュラーの石橋や月～木のアシスタントの藤田が担当しているが、2012年3月までは金曜日の冠やジングルはそのままだった。2012年からタイムテーブル・ホームページ上は全曜日冠が外れたが、放送上は金曜日を除いて冠をつけていた。
- 金曜日は冠が外れた後も月～木曜日と同じジングルを使用している。2013年1月からは金曜日パーソナリティの冠がつくようになり、金曜のパーソナリティが道盛の代理として月～木曜日を担当した場合も、代理パーソナリティの名前が冠としてつけられる。（例：「石橋真のバリシャキNOW」、「藤田弘之のバリシャキNOW」）
- 2014年3月で石橋が降板して、藤田弘之が金曜のみメインパーソナリティに昇格したことで、ホームページ上では全曜日パーソナリティの冠を外して「バリシャキNOW」として紹介しているが、実際の番組では月 - 木曜は「道盛浩のバリシャキNOW」と、金曜は「バリシャキNOW」と呼称している。

#### ナイターシーズン（2009年9月まで）
| 期間               | メインパーソナリティ | アシスタント |
| ------------------ | -------------------- | ------------ |
| 2006.4.3-2006.9.29 | 道盛浩               | 藤田弘之     |
| 2007.4.2-2007.9.28 | 道盛浩               | 藤田弘之     |
| 2008.4.1-2008.9.30 | 道盛浩               | 藤田弘之     |
| 2009.4.1-2009.9.30 | 道盛浩               | 藤田弘之     |

#### ナイターオフシーズン・2010年4月以降
| 2004.9.27-2005.3.31 | 道盛浩 | 藤田弘之     | 藤田弘之 | 栗栖美和 | （単独）     |
| 2005.10.3-2006.3.31 | 道盛浩 | 道盛浩       | 藤田弘之 | 藤田弘之 | 藤田弘之     |
| 2006.10.2-2007.3.30 | 道盛浩 | 道盛浩       | 藤田弘之 | 藤田弘之 | 藤田弘之     |
| 2007.10.1-2008.3.31 | 道盛浩 | 道盛浩       | 藤田弘之 | 藤田弘之 | 栗栖美和     |
| 2008.10.1-2009.3.31 | 道盛浩 | 道盛浩       | 藤田弘之 | 藤田弘之 | 栗栖美和     |
| 2009.10.1-2010.3.26 | 道盛浩 | 道盛浩       | 藤田弘之 | 藤田弘之 | 栗栖美和     |
| 2010.3.29-2014.3.28 | 道盛浩 | 石橋真       | 藤田弘之 | 藤田弘之 | 栗栖美和     |
| 2014.3.31-2016.3.25 | 道盛浩 | 藤田弘之     | 藤田弘之 | 藤田弘之 | 栗栖美和     |
| 2016.3.28-          | 道盛浩 | （放送なし） | 藤田弘之 | 藤田弘之 | （放送なし） |

- 石橋は本番組の担当していた頃、金曜日は原則プロ野球中継に出演しなかったが，「広島対巨人」など、ラジオのJRN・NRN向け中継とテレビ中継をRCCが同日に制作する場合、人員の都合上、本番組終了後にマツダスタジアムへ移動して、NRN向け（自社向け）の中継のカープ側リポーターを担当していた（JRN向けとテレビ中継は同一アナウンサーが兼務）。また2007年4月からは，月曜日の『バリシャキFC』のコーナーにも出演していた。これは石橋が2007年3月まで日曜日午前帯に放送していた「広島サッカー向上委員会」の番組移植コーナーとなっていた。
- 石橋は、新型コロナウイルス感染者との接触関連で道盛・藤田ともに番組を休んだ2020年12月14日に、代理で新木緑（元RCCラジオカーキャスタードライバー）と出演した。
- 道盛はかつてプロ野球中継に携わっていたが、本番組が通年で帯番組となったことで，徐々に担当を減らし、2012年シーズン途中から中継に出演することなく事実上降板している。

## 基本的なコーナー
- バリシャキボードYESかNOか？

いわゆるお便り募集コーナー。毎回番組から出されるテーマに沿ったお便りを募集する。
月曜日・火曜日は「バリシャキSNSギャラリー」と題して、Twitterを通じて写真を投稿してもらう。道盛と藤田が「これは面白い！」と思ったリスナーには番組からグッズが貰える。
- バリシャキめがね

日替りコーナー。
【月曜日】帰ってきたバリシャキめがね
【第2月曜日のみ】バリシャキ水滸伝
【火曜日】もう恋なんてしない（隔週）、ミュージック・クイズ・ライフ（隔週）
【水曜日】クイズ問答超人のつぶやき
【木曜日】今週のざわめく週刊誌見出し
- 4時前に薬とロックンロール

赤松薬局の店主が病気とその治療法を紹介。
最後に店主セレクトのロックなナンバーをかける。
- 京橋の杜情報局

RCC福山支部から兼永みのりに備後地方のイベントなどを紹介してもらう。
- きょういちのニュース

今日一の時事ニュースを道盛が紹介。
- バリシャキスポーツニュース

スポーツニュースを道盛が紹介。主に広島東洋カープとサンフレッチェ広島F.Cの話題。
- バリシャキエンタメニュース

世間を騒がせているエンタメニュースを藤田が紹介。
- 何がどうなるの？クイズ

週末にあるカープやサンフレッチェの試合結果や得点、ホームランの本数などを予想するクイズコーナー。
月曜日のエンディング付近でクイズが出題され、当日の17:30までメールやファックスで回答を受けつける。
見事に正解したリスナーから抽選で1名には「簡易防水スマホケース」がプレゼントされる。
正解者がいない場合、プレゼントは翌週に持ち越しとなる。

## タイムテーブル

### 現在
- 15:00 オープニング
- 15:05 何がどうなるのクイズ正解発表（月）、バリシャキボードYesかNoか
- 15:15 バリシャキめがね
  - 月曜日 帰ってきたバリシャキめがね
  - 火曜日 ミュージック・クイズ・ライフ
  - 水曜日 クイズ問答超人のつぶやき、ゲストコーナー(不定期)
  - 木曜日 今週のざわめく週刊誌見出し
- 15:30 ラジオカー中継（月・水・木）
- 15:40
  - 火曜日 - びんごまるかじり
  - 水曜日 - 4時前に薬とロックンロール
  - 木曜日 - 京橋の杜情報局
- 15:50 交通情報、天気予報
- 15:55 中国新聞ニュース
- 16:00 きょういちのニュース
- 16:05 バリシャキ　スポーツニュース
- 16:15 ラジオカー中継（火）
- 16:20 バリシャキ　エンタメニュース
- 16:40 府中に夢中！（月曜日）
- 16:45 交通情報
- 16:50 何がどうなるのクイズ（月）、天気予報
- 16:55 エンディング

### 過去
金曜日
- 15:00 オープニング
- 15:15 バリシャキボードYESかNOか？
- 15:20 バリシャキめがね 洋楽マンエース
- 15:35 きょういちのニュース
- 15:40 ラジオカー中継
- 15:45 交通情報
- 15:50 天気予報
- 15:55 １６時前の中国新聞ニュース
- 16:05 バリシャキスポーツニュース
- 16:15 天気予報
- 16:25 バリシャキエンタメニュースざわめく週刊新見出し。
- 16:40 バリシャキボードYESかNOか？結果発表。
- 16:45 交通情報
- 16:47 エンディング
- 16:49 番組終了